# Exochus hirsutus
Exochus hirsutus là một loài tò vò trong họ Ichneumonidae.